# Martin Sauer
Pour les articles homonymes, voir Sauer.
Martin Sauer est un barreur allemand, né le 17 décembre 1982 à Wriezen.

## Palmarès

### Jeux olympiques
- 2020 à Tokyo,  Japon
  -  Médaille d'argent en huit
- 2016 à Rio de Janeiro,  Brésil
  -  Médaille d'argent en huit
- 2012 à Londres,  Royaume-Uni
  -  Médaille d'or en huit

### Championnats du monde
- 2005,à Gifu,  Japon
  -  médaille de bronze en quatre de pointe avec barreur
- 2006,à Eton,  Royaume-Uni
  -  médaille d'or en quatre de pointe avec barreur
- 2007,à Munich,  Allemagne
  -  médaille de bronze en quatre de pointe avec barreur
- 2008 à Ottensheim,  Autriche
  -  Médaille d'argent en huit poids légers
- 2009,à Poznań,  Pologne
  -  médaille d'or en huit
- 2010,à Hamilton,  Nouvelle-Zélande
  -  médaille d'or en huit
- 2011, à Bled,  Slovénie
  -  médaille d'or en huit
- 2012 à Plovdiv,  Bulgarie
  -  Médaille d'or huit barré poids légers

### Championnats d'Europe
- 2010 à Montemor-o-Velho,  Portugal
  -  Médaille d'or en huit